# Апостолове (автостанція)
Автостанція «Апостолове» — головна автостанція міста Апостолове розташована поблизу залізничної станції. Автостанція входить до ПАТ «Дніпропетровського обласного підприємства автобусних станцій».

## Основні напрямки

### Місцевого формування
- Апостолове — Дніпро
- Апостолове — Кривий Ріг-2
- Апостолове — Зеленодольськ
- Апостолове — Сергіївка (Апостолівська міська громада)
- Апостолове — Мар'янське (Криворізький район)
- Апостолове — Тарасо-Григорівка (Криворізький район)
- Апостолове — Жовте (Апостолівська міська громада)
- Апостолове — Запорізьке (Апостолівська міська громада)

### Транзитні
- Зеленодольськ — Дніпро
- Зеленодольськ — Кривий Ріг
- Кривий Ріг — Запоріжжя
- Кривий Ріг — Бахмут
- Кривий Ріг — Херсон
- Кривий Ріг-2 — Велика Долина (Криворізький район)
- Жовті Води — Генічеськ